# Sericoptera collareata
Sericoptera collareata là một loài bướm đêm trong họ Geometridae.